# Юність Діви Марії
Юність Діви Марії — картина написана олією в 1849 році, художником Братства прерафаелітів Данте Габріелем Россетті, розміром 83,2 на 65,4. см і зараз знаходиться в колекції Tate Britain, якій її передала в 1937 році Агнес Джекілл. Це була його перша завершена олійна картина, підписана «Данте Габріеле Россетті PRB 1849». Картина вперше виставлялася на «Вільній виставці» в галереї Hyde Park Corner.

## Історія
Россетті розпочав роботу влітку 1848 року, наполегливо працюючи та прагнучи завершити її для виставки в березні 1849 року. У листопаді 1848 року він згадував про свій вибір теми в листі до друга свого батька, Чарльза Лаєлла з Кінорді, заявляючи, що вона точно сподобається членам релігійної громади. Цей поширений сюжет у мистецтві Середньовіччя та Ренесансу зазвичай зображає Марію з книгою на колінах, коли її мати Анна вчить її читати. Замість цього Россетті показує Марію, яка вишиває лілію (традиційний символ чистоти Марії) під керівництвом Анни, а її батько, Йоаким, обрізає виноградну лозу на задньому плані, символізуючи увазі прихід Христа (який називає себе «правдивою виноградиною» в Івана 15.1). Виноградна лоза має форму хреста, будучи прообразом страстей Христа.
Россетті зробив кілька попередніх ескізів крейдою. Шотландський поет і художник Вільям Белл Скотт описував техніку молодого Россетті, побачивши його роботу в майстерні Ганта:
Він писав олією акварельними пензлями, так само тонко, як аквареллю, на полотні, яке заґрунтував білилами настільки, що поверхня стала гладкою, як картон, і кожен відтінок залишався прозорим. Я відразу побачив, що він не був ортодоксальним хлопчиком, а діяв суто з естетичних спонукань. Суміш геніальності та дилетантства обох чоловіків на мить змусила мене замовкнути й розпалила мою цікавість.
Моделями стали домашні мешканці: Анну було написано з матері Россетті Френсіс, його сестра Крістіна Джорджина була моделлю для Марії, а сімейний слуга Вільямс для Йоакима. Обличчя ангела спочатку було засновано на зведеній сестрі Томаса Вулнера (1825—1892), але в серпні 1849 року Россетті замінив її риси рисами іншої дівчини, рекомендованої йому його колегою-прерафаелітом Джеймсом Коллінсоном (1825—1881).
Россетті написав два сонети, щоб пояснити символізм картини – перший був вигравіюваний у нижній частині оригінальної рами, а другий був надрукований у каталозі вільної виставки. Перехрещена пальмова гілка на підлозі вказує на Вербну неділю та Страсну п'ятницю, а білі лілії та гілки у формі шипів на стіні – на страждання Христа та сім радощів і сім печалей Марії. Олійна лампа символізує благочестя, три книги мають кольори, що символізують три кардинальні чесноти, а троянда є ще одним символом Марії («троянда без шипів»). Прообразом Благовіщення є голуб, який символізує Святого Духа.
Картина отримала схвальні відгуки на Вільній виставці. Її купила за 80 фунтів стерлінгів Луїза, маркіза Бата, дружина Джона Тіна, 4-го маркіза Бата та друга сім'ї Россетті. Россетті перемалював сукню Марії та обличчя ангела перед тим, як надіслати їй роботу. Оплата за картину пішла на фінансування поїздки до Бельгії та Франції для Росетті та Ганта. Картина знову була виставлена у 1850 році у виставковій галереї Портленда в Королівській академії, де її зустріли менш доброзичливо. До 1864 року картиною володіла леді Луїза Філдінг. На її прохання Россетті змінив деякі деталі. Він перетворив крила ангела з білих на насичено-рожеві, а рукави Марії — з жовтих на коричневі. Оригінальна рамка із закругленими верхніми кутами також була замінена прямокутною рамкою з обома сонетами Россетті на її основі.